# Club d'aviron Ciudad de Santander
 (décembre 2021).
Maillots
Le Club d'Aviron Ville de Santander est une association sportive cantabre dont l'activité démarre en 1988. Depuis lors il participe dans les principales régates qui se déroulent dans la région, dans toutes les catégories et disciplines de banc fixe comme sont batels, trainerillas et les traînières. Son palmarès est fourni, avec notamment plusieurs titres de champion d'Espagne et plusieurs régates importantes de trainières comme le Drapeau de Santander ou le Drapeau Villa de Bilbao.
Le club est présidé par José Ramón Saiz Cuesta et entrainé par Alejandro Mantilla.

## Histoire

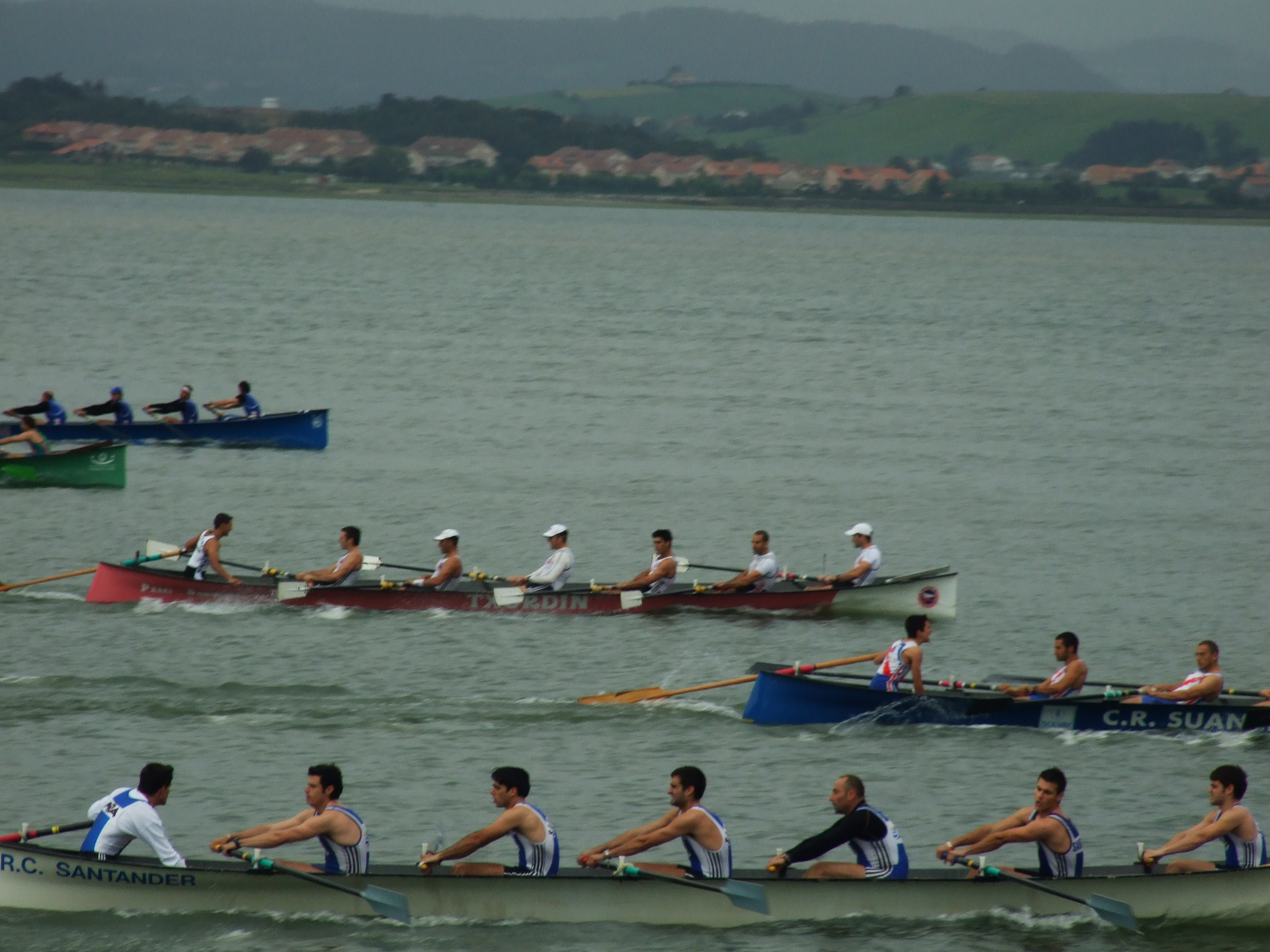
Le CRC Santander au premier plan en régate régionale de Cantabrie de Trainerillas de 2007.

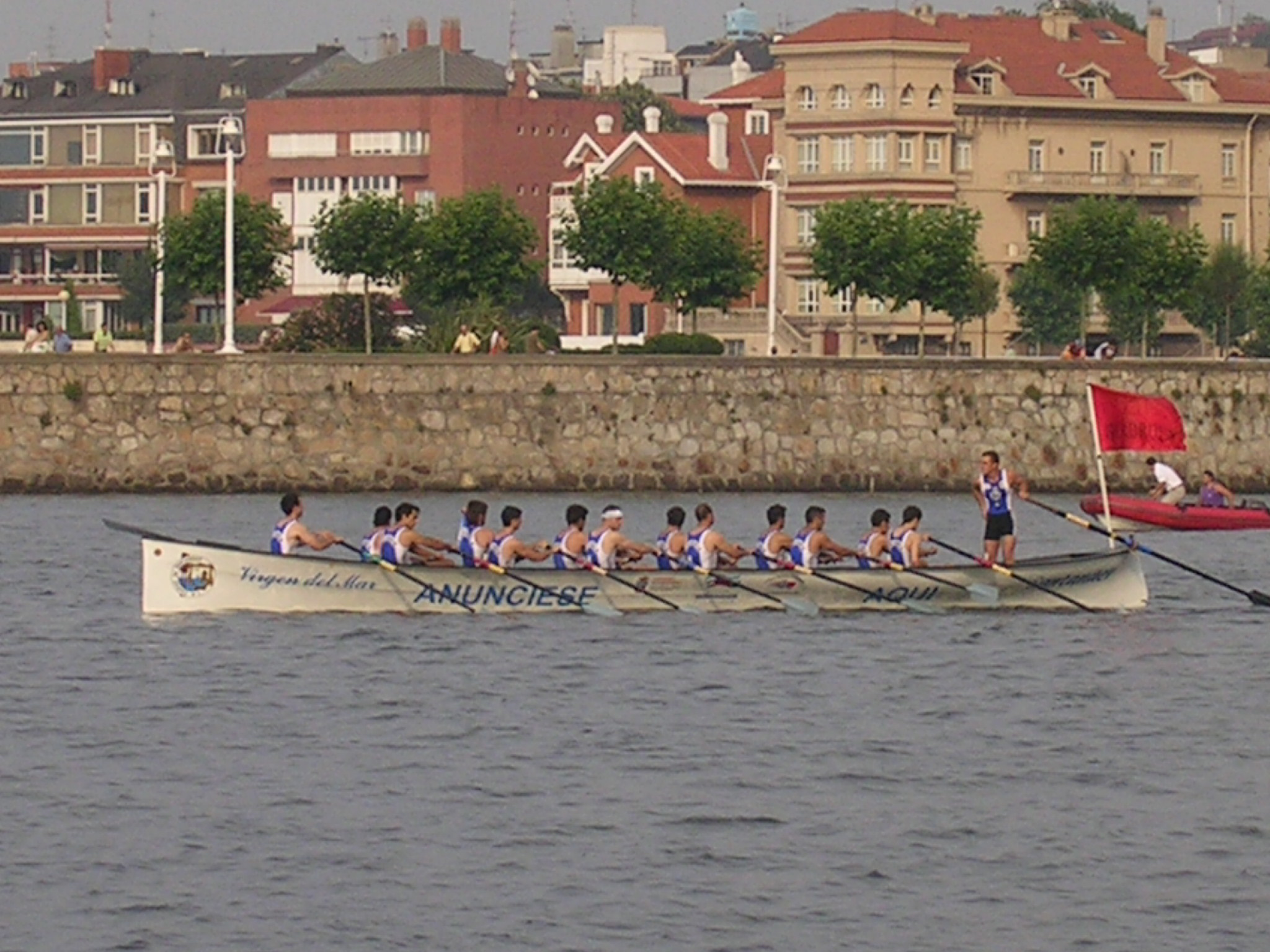
Traînière du Club d'Aviron Ville de Santander dans la régate de Santurtzi de 2006.

Le club a été fondé en 1988 à Santander avec des rameurs issus d'autres clubs comme la Société sportive d'aviron Pedreña ; dès leur première année ils ont participé dans des épreuves de trainières.

## 2003 à 2005
Après le départ comme formateur de Carlos Aparicio, qui est aussi le rameur, Carlos Rodriguez prend en charge la trainière. Durant sa première année il gagne le Drapeau de Sotileza ainsi que le Drapeau de Santoña en terminant la saison. L'année suivante il obtient aussi le Drapeau de Zierbana et le parrainage de Bocatta. En 2005, la trainière obtient le parrainage de l'entreprise Apia XXI. Sportivement et toujours avec Carlos Rodriguez comme formateur, il obtient la première place dans la régate éliminatoire d'Ondarroa pour la Ligue Fédérative, gagnant le Drapeau de Santander.

## 2006
Cette année a été celle de la fondation de la Ligue ARC, et par conséquent le club a dû disputer deux régates classificatrices pour déterminer la participation dans le groupe 1 ou 2. Pendant la pré-saison, dans les descentes, Laredo s'est montré supérieur et après eux, Pontejos et Camargo. Toutefois, lors du premier jour de classification, Laredo a gagné suivi de Santander à 11 secondes et Pontejos derrière dans la même seconde. Le jour suivant Camargo est second et se classe, Pontejos étant relégué au groupe 2. Plus tard Laredo monte à la Ligue ACT par la disqualification de Astillero, et monte dans le groupe 1.
Pendant l'année il perd le parrainage pour la trainière et il a été décidé de ramer avec un logo qui montrait « Anunciese aquí » (Annoncez ici). Peu de temps il obtient le parrainage du 112 SOS Cantabrie sera le sponsor principal de l'embarcation.

## 2007
Sans doute, la pire année du club a été 2007 à cause du départ de plusieurs de ses rameurs vers d'autres clubs, ce qui les obligent finalement à concourir seulement en batels et trainerillas à cause des 9 rameurs restés au club, insuffisants pour compléter une trainière pour disputer la Ligue ARC dans le premier groupe.
Toutefois, avec la direction de Fernando Icígar (formateur des catégories inférieures) pendant l'été on voit une trainière à l'eau avec l'aide de plusieurs rameurs seniors restés au club ou sont retournés pour ramer dans ces régates et à plusieurs jeunes du club. Il dispute une régate de batels, une de trainerillas et deux de trainières dans les Asturies.

## 2008
L'année 2008 est une année difficile à cause du manque de rameurs séniors pour disputer avec des garanties la Ligue ARC. Devant ces faits, la direction prend plusieurs décisions, comme le remplacement du formateur, Pedro Gutierrez et la présentation de son projet, "Santander en boga". Après une mauvaise saison en batel et trainerilla le club sort à nouveau sa trainière dans la seconde catégorie de la Ligue ARC.
Pendant la saison le club souffre de quelques absences, comme la non présentation à la régate de Getxo ou un choc contre les rochers dans la régate de La Maruca, qui a complètement détruit l'embarcation. Après ce choc la direction se fait prêter une trainière du Club d'aviron de Castro-Urdiales pour pouvoir terminer la saison.

## Autres dates
| Année | Entraineur              | Président          | Sponsor                            |
| 1988  |                         | Ángel Velasco      |                                    |
| 1989  |                         | Ángel Velasco      |                                    |
| 1990  |                         | Ángel de los Arcos |                                    |
| 1991  | Vicente Korta           | Ángel de los Arcos | Cenavi                             |
| 1992  | Jose Bolado             | Ángel de los Arcos | Cenavi                             |
| 1993  | Pachi Hidalgo           | Ángel de los Arcos | Asociación Hostelería de Cantabria |
| 1994  | Pachi Hidalgo           | Ángel de los Arcos | Ningún patrocinador                |
| 1995  | Pachi Hidalgo           | Ángel de los Arcos |                                    |
| 1996  | Pachi Hidalgo           | Ángel de los Arcos | Cuétara                            |
| 1997  | Pachi Hidalgo           | Ángel de los Arcos |                                    |
| 1998  | Pachi Hidalgo           | Ángel de los Arcos |                                    |
| 1999  | Carlos Aparicio         | Ángel de los Arcos |                                    |
| 2000  | Carlos Aparicio         | Ángel de los Arcos |                                    |
| 2001  | Carlos Aparicio         | Ángel de los Arcos | MRA                                |
| 2002  | Carlos Aparicio         | Ángel de los Arcos | MRA                                |
| 2003  | Carlos Rodríguez        | Gestora            | Ningún patrocinador                |
| 2004  | Carlos Rodríguez        | J.A. San Miguel    | Bocatta                            |
| 2005  | Carlos Rodríguez        | J.A. San Miguel    | Apia XXI                           |
| 2006  | Carlos Rodríguez        | J.A. San Miguel    |                                    |
| 2006  | Nicolás Rodriguez       | José Ramón Saiz    | 112 SOS Cantabria                  |
| 2007  | Nicolás Rodriguez       | José Ramón Saiz    | 112 SOS Cantabria                  |
| 2008  | Pedro Gutiérrez Callejo | José Ramón Saiz    |                                    |
| 2009  | Alejandro Mantilla      | José Ramón Saiz    | Mercado de la Esperanza            |

## Personnel 2008 / 2009
- Entraineur: Alejandro Mantilla

| Naissance   | Rameur                |
| Pays basque | Oier Abaunza          |
| Cantabrie   | Ignacio Hortelano     |
| Cantabrie   | Alejandro Mantilla    |
| Cantabrie   | Marcos Miranda        |
| Cantabrie   | Angel Obregón         |
| Cantabrie   | Luis Alberto Villalba |

## Palmarès

### Titres nationaux
- Or Championnat d'Espagne de Trainerillas (2000)
- Bronze Championnat d'Espagnede Traineras (Meira) (1993)
- Bronze Championnat d'Espagne de Trainerillas (Getaria) (1993)
- Bronze Championnat d'Espagne de Batels (1989)

### Titres régionaux
- 6 fois Champion Régional de Trainières (1989, 1991, 1992, 1993, 1994 et 1997)
- 6 fois Champion Régional de Trainerillas (1989, 1991, 1993, 1996, 1998 et 1999)
- 1 fois Champion Régional de Batels (1999)

### Drapeaux
- 8 Drapeau de Sotileza: 1989, 1991, 1993, 1995, 1996, 2000, 2001 et 2003.
- 2 Drapeau Prince des Asturies: 1989 et 2002.
- 2 Drapeau Députation Régional de Cantabrie: 1989 et 1990.
- 1 Drapeau Ríos Berrazueta: 1989.
- 3 Drapeau Ria de Requejada: 1989, 1990 et 1993.
- 2 Drapeau de Llanes: 1990 et 1992.
- 1 Drapeau El Corte Inglés: 1991.
- 4 Drapeau de Camargo: 1990, 1992, 1993 et 1994.
- 4 Drapeau Bansander: 1991, 1993, 1997, 2000.
- 1 Drapeau de Plentzia: 1993.
- 2 Grand prix de Astillero: 1993 et 2001.
- 1 Régate du Nervion: 1993.
- 1 Drapeau Villa de San Vicente: 1995.
- 2 Drapeau de Suances: 1998 et 1999.
- 4 Drapeau de Santander: 1999, 2000, 2001 et 2005.
- 1 Drapeau Memorial Luis Valdueza: 1999.
- 1 Drapeau Ria del Asón: 1999.
- 1 Drapeau de Pedreña: 1999.
- 1 Drapeau Caja Cantabria: 2000.
- 3 Drapeau de La Maruca: 2000, 2001 et 2002.
- 1 Drapeau Villa de Bilbao: 2000.
- 1 Drapeau de Erandio: 2000.
- 1 Drapeau Hommage Jon Sasieta "Bilba": 2001.
- 1 Drapeau Environnement "Limpiuco": 2001.
- 1 Drapeau PRC: 2001.
- 2 Drapeau de Santoña (2001 et 2003) En 2003 aussi le Memorial Ricardo Fernández Cardín
- 1 Drapeau Memorial Ricardo Fernández "Cardín" (2001)
- 1 Drapeau de Ur Kirolak: 2002.
- 1 Drapeau de Ziervana: 2004.
- 1º Eliminatoire de Ondarroa (2005)
- Classé dans le Drapeau de La Concha (Donostia) (1991 et 1993)

### Sources
- (es)/(eu) Cet article est partiellement ou en totalité issu des articles intitulés en espagnol « Club de Remo Ciudad de Santander » (voir la liste des auteurs) et en basque « Club de Remo Ciudad de Santander » (voir la liste des auteurs).